# قائمة الأطعمة حسب نسبة البروتين
هذه قائمة بالأغذية التي تحتوي على البروتين، تم ترتيبها حسب المجموعات الغذائية. تُقاس نسبة البروتين في الأطعمة بالجرامات الموجودة في كل 100 جرام (جم) من حصة طعام مناسبة للأكل، بدون الإشارة إلى جودة ونوعيَّة البروتين

## البيض ومُنتجات الألبان
الجبن
مقدار نسبة البروتين: 7.0 إلى 40.6 جرام
- الأنواع ذات مُعدلَّات البروتين العالية: جبن البارميزان 35.76 إلى 40.6 وجبن غرويير 29.8 والشيدر التقليدي 24.9 إلى 27.2
- الأنواع ذات مُعدلات البروتين المتوسطة: جُبن الكامامبير 19.8 وجبن الشيدر المطبوخ 16.42 إلى 24.6
- الأنواع ذات مُعدلات البروتين المنخفضة: جبن الفيتا 14.7 وجُبن الريكوتا (ricotta) 11.26 إلى 11.39

بيض الدجاج الكامل
البياض به من 5 إلى 6 جرام بروتين.
الصفار يحتوى على 2 جرام بروتين.
الألبان
- حليب البقر (السائل، الخَّام أو المُبَستَّر) - 3.3 إلى 3.2
- حليب الصويا 2.75 إلى 7.5
- حليب الماعز 4.9 إلى 9.8
- حليب البودرة 24 إلي 26

## اللحوم
اللحوم الحمراء الشائعة
- اللحم البقري المَطهُوّ - 18.91 إلى 40.6
  - الأنواع ذات مُعدلات البروتين العالية: شريحة من لحم البقر المطهُوّ 40.62؛ شريحة لحم بقري مَشويَّة 32.11
  - الأنواع ذات مُعدلات البروتين المتوسطة: اللحم الأحمر الخالي من الدهون المَطهو في الفرن ((اللحم البقري المفروم)) 24.47
  - الأنواع ذات مُعدلات البروتين المنخفضة: اللحم البقري المُعلَّب: 16.91

أنواع اللحوم الغريبة
- الفُقمة المُلتحية من لحوم الصيد، مُجففَّة: 82.6
- الموظ من لحوم الصيد، مُجففَّة: 79.5
- القندس من لحوم الصيد، مَشويّة: 23.0.

اللحوم البيضاء؛
- الأسماك
- التونة: يحتوى ال 100 جرام على 25 جرام بروتين
- اللحم الزائف (يُطبخ للنباتِيين): 18.53 إلى 23.64

## الخَضروات والحبوب والبقوليات
الخَضروات
- النوري وهي طحالب بحرية، رقائق مُجففة: 36.25
- الخضروات الخضراء الجاهزة للأكل : 0.33 إلى 3.11
- من النشويّات الجاهزة للأكل الدرنات: 0.87 إلى 6.17
  - الأنواع ذات معدلات البروتين العالية: الأطعمة المُعَّدة بالمنزل مثل فطائر البطاطس المحلّاة 6.17 والبطاطس المقلية (French fries) 3.18-4.03
  - الأنواع ذات معدلات البروتين المتوسطة: البطاطس المَشوِيَّة بالفرن 2.5؛ اليام المسلوق 1.49
  - الأنواع ذات مُعدلات البروتين المنخفضة: البطاطا الحلوة المسلوقة 0.87.

البقول
- حبوب فول الصويا: الجافة والمُحمَّصة 39.58
- الفول السوداني (نيئ ومُحمَّص وزُبدة): 23.68 إلى 28.04.

المُنتجات المَطهِيَّة
- الفطائر المحلاة: المصنوعة من الحبوب الكاملة
- الخبز: 6.7 إلى 11.4
- بسكويت الكراكرز أو البسكويت المالح: 7.43 إلى 13.9.

## بعض العناصر الغذائية الأخرى
مُركِزات البروتين الطبيعية (التي تُستخدم غالبًا في كمال الأجسام أو في المكملات الغذائية الخاصة بالرياضيين):
- بروتين فول الصويا المفصول (الذي يحتوي على الصوديوم أو البوتاسيوم): 80.66
- مصل اللبن والبروتين المفصول المُستخرج منه: 79.5
- بياض البيض، مُجفَّف: 79.0
- طحالب السبيرولنا الزرقاء، مُجففَّة: 57.45 (نسبة البروتين المُسجَّلة تتراوح من 55 إلى 77)
- خميرة الخبز: 38.33

من الجدير بالذكر أنَه ليس كل أنواع البروتين تكون قابلة للهضم بشكلٍ متساوٍ. ويعد مقياس الحمض الأميني المصحح لقابلية هضم البروتين (PDCAAS) طريقة لقياس جودة ونوعيَّة البروتين بناء على احتياجات الإنسان من الحمض الأميني.